# Jaunā partija
Jaunā partija (deutsch: Neue Partei) war eine kurzlebige politische Partei in Lettland, die 1998 gegründet wurde. 2001 wurde der Name in Neue Christliche Partei (lett.: Jaunā Kristīgā partija) geändert. 2002 entstand aus ihr die Latvijas Pirmā partija.

## Vorsitzende
- 1997–2000: Raimonds Pauls
- 2000: Ainārs Šlesers
- 2000–2002: Guntis Dišlers